# Bassin de Bose
Le bassin de Bose est un bassin sédimentaire situé dans le district de Youjiang, dans la région autonome du Guangxi, dans le Sud de la Chine. Il est arrosé par la rivière Youjiang. Plus d'une centaine de sites préhistoriques y ont été découverts, principalement autour de la ville de Bose, dans la partie orientale de la région, mais aussi dans d'autres parties du bassin. Celui-ci a livré les plus anciens bifaces connus en Chine, des outils lithiques traditionnellement rattachés à l'Acheuléen.

## Géologie
Le bassin de Bose fait 109 km de longueur sur 7 à 14 km de largeur, et couvre une superficie de 830 km2. Il a été formé par la faille tectonique de Youjiang, ce qui explique sa forme longue et étroite. Il est composé de deux parties. Le bassin supérieur, plus petit, est occupé par un lac de barrage pour la production hydroélectrique et le stockage d'eau douce. Quelques sites ont été trouvés sur les iles du lac de barrage. Les deux parties du bassin sont reliées par la rivière Youjiang, qui s'écoule à travers le bassin inférieur. Les sédiments apportés par le limon de la rivière et par le vent ont formé sept terrasses fluviatiles, d'âges différents. La région possède également des falaises calcaires et des zones karstiques avec des grottes.

## Historique
En 1973, une prospection pétrolière a permis de découvrir une douzaine d'outils lithiques sur le site de Shangsong. La zone a été étudiée par l'Institut de paléontologie des vertébrés et de paléoanthropologie de Pékin (IPVP) dans les années 1982-1988, ce qui a permis de trouver une cinquantaine de nouveaux sites. Le musée du Guangxi a ainsi collecté des milliers d'outils lithiques. Les recherches ont été poursuivies avec l'aide d'équipes internationales entre 1988 et 2000. Il a alors été décidé de se focaliser sur les sites dont les vestiges lithiques étaient facilement datables. La zone étant vaste, un inventaire à grande échelle a été réalisé en 2009-2010 et les objets connus ont été cartographiés sur une maquette numérique, comprenant les 114 sites alors répertoriés.

## Datation
Les outils paléolithiques du bassin de Bose ont été souvent trouvés proches de la surface, sans grande sédimentation subséquente. Nombre d'entre eux sont accompagnés par des tectites, que l'on trouve dans une vaste zone allant de l'Australie à la Chine. Elles se sont formées lorsque le matériau d'une météorite tombée sur terre a fondu sous l'effet du frottement atmosphérique et a explosé, se répandant sur toute l'Asie du Sud-Est. La date de formation des tectites est facile à mesurer, et est précisément de 803 000 ± 3 000 ans avant le présent (AP), ce qui date ipso facto du même âge les outils paléolithiques trouvés dans la même couche,.

## Situation
Les localités situées dans le bassin sont Chengbihe, Bose, Tianyang, Tiandong et Xilin. Il y a 21 sites dans le bassin de Chengbihe, 43 sites autour de la ville de Bose, 18 sites autour de Tianyang et 30 sites autour de Tiandong.

## Industrie lithique
Les outils paléolithiques se trouvent sur la terrasse 4 et des outils néolithiques plus récents sur la terrasse 1. Il n'y a aucune trace connue d'activité humaine sur les autres terrasses. Les bifaces trouvés ont immédiatement attiré l'attention internationale, car ils ressemblent étroitement aux bifaces acheuléens trouvés en Afrique et en Europe. Selon une étude récente, les bifaces de Bose ressemblent plus aux bifaces européens qu'aux bifaces chinois locaux (aussi de mode 2). On peut en conclure que la technologie bifaciale de Bose est arrivée de l'Ouest, sans toutefois supplanter les industries locales de mode 1 et 2, trouvées sur d'autres sites chinois postérieurs,.

### Liuhuaishan
En 2008, le site de Liuhuaishan a été étudié plus en détail et le résultat a été la découverte de trois nouveaux sites archéologiques et de 37 outils lithiques. C'était un site de plein-air. Des outils et des débris de taille fabriqués à partir de galets de rivière ont été trouvés sur le site. Le matériau est principalement du quartzite et du grès fin. Les outils lithiques travaillés sont de grande taille, ce qui laisse présumer leur ancienneté. Les différents locus de ce site sont proches les uns des autres, mais ont été occupés pendant une courte période.

### Dame
Le long de la rivière Youjiang, qui traverse le bassin de Bose, se trouve la région de Nanbanshan, où se trouve le site de Dame. En 2008, 176 outils lithiques y ont été collectés. Des bifaces, des marteaux et d'autres outils ont été trouvés dans la couche à tectites de la terrasse 4 et ils partagent les mêmes caractéristiques que les autres outils lithiques de cette couche trouvés ailleurs dans le bassin.
Des outils lithiques ont également été trouvés au-dessus de la couche à tectites, et sont donc un peu plus récents.

### Fengshudao
Lors des fouilles du site de Fengshudao, des bifaces ont été trouvés dont l'association avec les tectites semblait valide, car la couche était clairement non perturbée. Par conséquent, ces outils lithiques ont aussi 803 000 ans. Les outils sont en quartz, quartzite et grès. Les bifaces Fengshudao diffèrent des bifaces acheuléens euro-africains à bien des égards, et, comparés aux bifaces d'Asie orientale, ils sont plus grands et plus épais. Les bifaces Fengshudao pourraient être un développement local.

## Analyse
Les bifaces du bassin de Bose revêtent une grande importance car ils permettent de réfuter la théorie de la ligne de Movius, selon laquelle l'industrie acheuléenne sortie d'Afrique n'aurait jamais dépassé le sous-continent indien. Des bifaces de type acheuléen ont aussi été trouvés depuis en Thaïlande, en Indonésie, en Chine du Nord et en Corée du Sud,.